# Elecciones municipales complementarias de Perú de 2023
Las elecciones municipales complementarias de Perú de 2023 (abreviatura: EMC 2023) se llevaron a cabo el domingo 2 de julio de 2023 en once distritos del Perú, eligiendo autoridades para el periodo 2023-2026. Fueron convocadas por la presidenta Dina Boluarte mediante Decreto Supremo N° 001-2023-PCM (3 de enero de 2023).

## Sistema electoral

### Fondo
En el ordenamiento político peruano, las elecciones subnacionales se convocan cada cuatro años para renovar a las autoridades regionales y municipales en todo el país. De acuerdo con la Ley de Elecciones Municipales (Ley N° 26864), existen tres escenarios para declarar la nulidad de elecciones: (1) la inasistencia de más del 50% de los votantes al acto electoral; (2) si los votos nulos o en banco, sumados o separadamente superan los dos tercios del número de votos válidos; y (3) la existencia de graves irregularidades, por infracción de la ley, que modificaron los resultados de la votación. En caso se cumpliese alguna de esas causales, corresponde la anulación de las elecciones municipales ordinarias y la convocatoria a elecciones municipales complementarias.
Tras el proceso electoral subnacional de 2022, el Jurado Nacional de Elecciones declaró mediante Resolución Nº 4204-2022-JNE (29 de diciembre de 2022) la nulidad de las elecciones en doce distritos de la República:
- Distrito de Aco (provincia de Corongo, departamento de Áncash)
- Distrito de Aparicio Pomares (provincia de Yarowilca, departamento de Huánuco)
- Distrito de Canis (provincia de Bolognesi, departamento de Áncash)
- Distrito de Chimbán (provincia de Chota, departamento de Cajamarca)
- Distrito de Chinchihuasi (provincia de Churcampa, departamento de Huancavelica)
- Distrito de Huamantanga (provincia de Canta, departamento de Lima)
- Distrito de Lari (provincia de Caylloma, departamento de Arequipa)
- Distrito de Manitea (provincia de La Convención, departamento del Cusco)
- Distrito de Ninabamba (provincia de Santa Cruz, departamento de Cajamarca)[a]
- Distrito de Pion (provincia de Chota, departamento de Cajamarca)
- Distrito de Recta (provincia de Bongará, departamento de Amazonas)
- Distrito de Salcabamba (provincia de Tayacaja, departamento de Huancavelica)

### Elecciones municipales
Las municipalidades distritales constituyen el órgano administrativo y de gobierno de los distritos del Perú. Están compuestas por el alcalde y el concejo municipal distrital.
La votación se realiza en base al sufragio universal, que comprende a todos los ciudadanos nacionales mayores de dieciocho años, empadronados y residentes en el distrito y en pleno goce de sus derechos políticos, así como a los ciudadanos no nacionales residentes y empadronados en el distrito. No hay reelección inmediata de alcaldes.
Los concejos municipales están compuestos por entre 5 y 15 regidores elegidos por sufragio directo para un período de cuatro (4) años, en forma conjunta con la elección del alcalde (quien preside el concejo). La votación es por lista cerrada y bloqueada. Se asigna a la lista ganadora los escaños según el método d'Hondt o la mitad más uno, lo que más le favorezca.

## Calendario
Las fechas clave se enumeran a continuación:
- 4 de enero: Convocatoria a elecciones municipales complementarias.
- 7 de enero: Cierre del padrón electoral.
- 16 de enero: Envío del padrón electoral inicial por parte del Registro Nacional de Identificación y Estado Civil al Jurado Nacional de Elecciones.
- 26 de febrero: Elecciones internas
- 1 de marzo: Envío del padrón electoral preliminar por parte del Registro Nacional de Identificación y Estado Civil al Jurado Nacional de Elecciones.
- 1 de marzo: Instalación del Jurado Electoral Especial.
- 10 de marzo: Fecha límite de aprobación del padrón electoral.
- 14 de marzo: Fecha límite para la presentación de listas de candidatos ante el Jurado Electoral Especial.
- 23 de abril: Sorteo de miembros de mesa.
- 3 de mayo: Fecha límite para renuncias y retiro de listas de candidatos.
- 3 de mayo: Fecha límite de publicación de listas admitidas.
- 2 de junio: Fecha límite de exclusiones.
- 2 de julio: Elecciones municipales complementarias

## Partidos y líderes
A continuación se muestra una lista de los principales partidos y alianzas electorales que participarán en las elecciones:
|  | APP | Lista - Alianza para el Progreso (APP)          |                            | César Acuña Peralta        | Liberalismo económico Conservadurismo liberal Populismo de derecha | 27.45% | 2 |
|  | SP  | Lista - Somos Perú (SP)                         |                            | Patricia Li Sotelo         | Democracia cristiana Conservadurismo social                        | 8.17%  | 0 |
|  | JP  | Lista - Juntos por el Perú (JP)                 |                            | Roberto Sánchez Palomino   | Socialismo democrático Progresismo                                 | 0.65%  | 0 |
|  | IND | Lista - Movimientos regionales (Independientes) | Sin liderazgo centralizado | Sin liderazgo centralizado | Regionalismo Localismo Municipalismo                               | 57.50% | 9 |

## Resultado

### Sumario general
| Partidos y coaliciones | Partidos y coaliciones                 | Voto popular | Voto popular | Voto popular | Alcaldías | Alcaldías |
| Partidos y coaliciones | Partidos y coaliciones                 | Votos        | %            | ±pp          | Total     | +/−       |
| ---------------------- | -------------------------------------- | ------------ | ------------ | ------------ | --------- | --------- |
|                        | Somos Perú (SP)                        | 3,196        | 25.49        | +17.32       | 2         | +2        |
|                        | Alianza para el Progreso (APP)         | 2,936        | 23.41        | –4.04        | 2         | ±0        |
|                        | Juntos por el Perú (JP)                | 379          | 3.02         | +2.37        | 2         | +2        |
|                        | Independientes                         | 6,028        | 48.07        | n/a          | 4         | –4        |
|                        | Elecciones municipales complementarias | n/a          | n/a          | n/a          | 2         | n/a       |
|                        |                                        |              |              |              |           |           |
| Total                  | Total                                  | 12,539       |              |              | 12        | ±0        |
|                        |                                        |              |              |              |           |           |
| Votos válidos          | Votos válidos                          | 12,539       | 94.84        | +55.75       |           |           |
| Votos en blanco        | Votos en blanco                        | 170          | 1.29         | –6.64        |           |           |
| Votos nulos            | Votos nulos                            | 512          | 3.87         | –49.11       |           |           |
| Votos emitidos         | Votos emitidos                         | 13,221       | 69.19        | –4.51        |           |           |
| Ausentes               | Ausentes                               | 5,886        | 30.81        | +4.51        |           |           |
| Votantes registrados   | Votantes registrados                   | 19,107       |              |              |           |           |
|                        |                                        |              |              |              |           |           |
| Fuente:                |                                        |              |              |              |           |           |

### Resultados por circunscripción
La siguiente tabla enumera el control de las circunscripciones sometidas a elección. El cambio de mando de una organización política se resalta del color de ese partido.
| Distrito         | Alcalde(sa) en funciones                                 | Partido político                                         | Partido político                                         | Alcalde(sa) electo(a)                          | Partido político                               | Partido político                               |
| ---------------- | -------------------------------------------------------- | -------------------------------------------------------- | -------------------------------------------------------- | ---------------------------------------------- | ---------------------------------------------- | ---------------------------------------------- |
| Aco              | Eladio Pinedo Carrillo                                   |                                                          | Ande - Mar                                               | Yadi Sánchez Tapia                             |                                                | Juntos por el Perú                             |
| Aparicio Pomares | Amadeos Maylle Bonifacio                                 |                                                          | Alianza para el Progreso                                 | Milher Dionisio Salis                          |                                                | Mi Buen Vecino                                 |
| Canis            | Abel León Huamán                                         |                                                          | El Maicito                                               | Pablo Egues Vergara                            |                                                | Juntos por el Perú                             |
| Chimbán          | Omero Santos Guevara                                     |                                                          | Movimiento de Afirmación Social                          | Alexander Goicochea Alvarado                   |                                                | Alianza para el Progreso                       |
| Chinchihuasi     | Manuel Tovar Laura                                       |                                                          | Trabajando para Todos                                    | Rodrigo Moscoso Linares                        |                                                | Somos Perú                                     |
| Huamantanga      | Javier Cataño Flores                                     |                                                          | Patria Joven                                             | Adelino Santos Delgadillo                      |                                                | Patria Joven                                   |
| Lari             | José Panta Mamani                                        |                                                          | Fuerza Arequipeña                                        | Luis Silloca Mamani                            |                                                | Arequipa Tradición y Futuro                    |
| Manitea          | Creación del distrito (Ley N° 31163, 6 de abril de 2021) | Creación del distrito (Ley N° 31163, 6 de abril de 2021) | Creación del distrito (Ley N° 31163, 6 de abril de 2021) | Jorge Gálvez Jeri                              |                                                | Alianza para el Progreso                       |
| Pion             | Wilmer Estela Sánchez                                    |                                                          | Alianza para el Progreso                                 | Elecciones municipales complementarias de 2024 | Elecciones municipales complementarias de 2024 | Elecciones municipales complementarias de 2024 |
| Recta            | Manuel López Golac                                       |                                                          | Fuerza Amazonense                                        | Serafín Mas López                              |                                                | Victoria Amazonense                            |
| Salcabamba       | Yurian Yllesca Díaz                                      |                                                          | Trabajando para Todos                                    | Ever Nolasco Chuco                             |                                                | Somos Perú                                     |

## Resultados por distrito

### Distrito de Aco

#### Resultado
| Partidos y coaliciones | Partidos y coaliciones                  | Voto popular | Voto popular | Voto popular | Regidores | Regidores |  |
| Partidos y coaliciones | Partidos y coaliciones                  | Votos        | %            | ±pp          | Total     | +/−       |  |
| ---------------------- | --------------------------------------- | ------------ | ------------ | ------------ | --------- | --------- |  |
|                        | Juntos por el Perú (JP)                 | 178          | 66.17        | Nuevo        | 4         | +4        |  |
|                        | Alianza Gobierno Unidad y Acción (AGUA) | 91           | 33.83        | –66.17       | 1         | +1        |  |
|                        |                                         |              |              |              |           |           |  |
| Total                  | Total                                   | 269          |              |              | 5         | ±0        |  |
|                        |                                         |              |              |              |           |           |  |
| Votos válidos          | Votos válidos                           | 269          | 95.05        | +78.09       |           |           |  |
| Votos en blanco        | Votos en blanco                         | 2            | 0.71         | –49.47       |           |           |  |
| Votos nulos            | Votos nulos                             | 12           | 4.24         | –28.62       |           |           |  |
| Votos emitidos         | Votos emitidos                          | 283          | 78.61        | +3.94        |           |           |  |
| Abstenciones           | Abstenciones                            | 77           | 21.39        | –3.94        |           |           |  |
| Votantes registrados   | Votantes registrados                    | 360          |              |              |           |           |  |
|                        |                                         |              |              |              |           |           |  |
| Fuente:                |                                         |              |              |              |           |           |  |

#### Concejo Distrital de Aco
| Cargo                      | Autoridad electa      | Partido político | Partido político                 |
| -------------------------- | --------------------- | ---------------- | -------------------------------- |
| Alcaldesa Distrital de Aco | Yadi Sánchez Tapia    |                  | Juntos por el Perú               |
| Regidor Distrital de Aco   | José Tapia Contreras  |                  | Juntos por el Perú               |
| Regidora Distrital de Aco  | Adela Mestas Roque    |                  | Juntos por el Perú               |
| Regidor Distrital de Aco   | Andrés Tapia Tapia    |                  | Juntos por el Perú               |
| Regidora Distrital de Aco  | Imelda Pinedo Rosales |                  | Juntos por el Perú               |
| Regidora Distrital de Aco  | Magaly Carlos Meza    |                  | Alianza Gobierno Unidad y Acción |

### Distrito de Aparicio Pomares

#### Resultado
| Partidos y coaliciones | Partidos y coaliciones                                     | Voto popular | Voto popular | Voto popular | Regidores | Regidores |  |
| Partidos y coaliciones | Partidos y coaliciones                                     | Votos        | %            | ±pp          | Total     | +/−       |  |
| ---------------------- | ---------------------------------------------------------- | ------------ | ------------ | ------------ | --------- | --------- |  |
|                        | Movimiento Independiente Regional Mi Buen Vecino (MBV)     | 1,480        | 39.26        | +5.04        | 4         | +4        |  |
|                        | Alianza para el Progreso (APP)                             | 1,353        | 35.89        | +21.57       | 1         | +1        |  |
|                        | Movimiento Independiente Regional Huánuco Primero (HUAPRI) | 937          | 24.85        | –3.83        | 0         | ±0        |  |
|                        |                                                            |              |              |              |           |           |  |
| Total                  | Total                                                      | 3,770        |              |              | 5         | ±0        |  |
|                        |                                                            |              |              |              |           |           |  |
| Votos válidos          | Votos válidos                                              | 3,770        | 94.75        | +51.06       |           |           |  |
| Votos en blanco        | Votos en blanco                                            | 74           | 1.86         | +0.84        |           |           |  |
| Votos nulos            | Votos nulos                                                | 135          | 3.39         | –51.90       |           |           |  |
| Votos emitidos         | Votos emitidos                                             | 3,979        | 72.54        | –13.33       |           |           |  |
| Abstenciones           | Abstenciones                                               | 1,506        | 27.46        | +13.33       |           |           |  |
| Votantes registrados   | Votantes registrados                                       | 5,485        |              |              |           |           |  |
|                        |                                                            |              |              |              |           |           |  |
| Fuente:                |                                                            |              |              |              |           |           |  |

#### Concejo Distrital de Aparicio Pomares
| Cargo                                 | Autoridad electa | Partido político | Partido político                                 |
| ------------------------------------- | ---------------- | ---------------- | ------------------------------------------------ |
| Alcalde Distrital de Aparicio Pomares |                  |                  | Movimiento Independiente Regional Mi Buen Vecino |
| Regidor Distrital de Aparicio Pomares |                  |                  | Movimiento Independiente Regional Mi Buen Vecino |
| Regidor Distrital de Aparicio Pomares |                  |                  | Movimiento Independiente Regional Mi Buen Vecino |
| Regidor Distrital de Aparicio Pomares |                  |                  | Movimiento Independiente Regional Mi Buen Vecino |
| Regidor Distrital de Aparicio Pomares |                  |                  | Movimiento Independiente Regional Mi Buen Vecino |
| Regidor Distrital de Aparicio Pomares |                  |                  | Alianza para el Progreso                         |

### Distrito de Canis

#### Resultado
| Partidos y coaliciones | Partidos y coaliciones  | Voto popular | Voto popular | Voto popular | Regidores | Regidores |  |
| Partidos y coaliciones | Partidos y coaliciones  | Votos        | %            | ±pp          | Total     | +/−       |  |
| ---------------------- | ----------------------- | ------------ | ------------ | ------------ | --------- | --------- |  |
|                        | Juntos por el Perú (JP) | 197          | 100.00       | +78.49       | 5         | +5        |  |
|                        |                         |              |              |              |           |           |  |
| Total                  | Total                   | 197          |              |              | 5         | ±0        |  |
|                        |                         |              |              |              |           |           |  |
| Votos válidos          | Votos válidos           | 197          | 94.71        | +1.23        |           |           |  |
| Votos en blanco        | Votos en blanco         | 6            | 2.88         | –2.01        |           |           |  |
| Votos nulos            | Votos nulos             | 5            | 2.40         | +0.77        |           |           |  |
| Votos emitidos         | Votos emitidos          | 208          | 58.43        | +13.22       |           |           |  |
| Abstenciones           | Abstenciones            | 148          | 41.57        | –13.22       |           |           |  |
| Votantes registrados   | Votantes registrados    | 356          |              |              |           |           |  |
|                        |                         |              |              |              |           |           |  |
| Fuente:                |                         |              |              |              |           |           |  |

#### Concejo Distrital de Canis
| Cargo                      | Autoridad electa | Partido político | Partido político   |
| -------------------------- | ---------------- | ---------------- | ------------------ |
| Alcalde Distrital de Canis |                  |                  | Juntos por el Perú |
| Regidor Distrital de Canis |                  |                  | Juntos por el Perú |
| Regidor Distrital de Canis |                  |                  | Juntos por el Perú |
| Regidor Distrital de Canis |                  |                  | Juntos por el Perú |
| Regidor Distrital de Canis |                  |                  | Juntos por el Perú |
| Regidor Distrital de Canis |                  |                  | Juntos por el Perú |

### Distrito de Chimbán

#### Resultado
| Partidos y coaliciones | Partidos y coaliciones         | Voto popular | Voto popular | Voto popular | Regidores | Regidores |  |
| Partidos y coaliciones | Partidos y coaliciones         | Votos        | %            | ±pp          | Total     | +/−       |  |
| ---------------------- | ------------------------------ | ------------ | ------------ | ------------ | --------- | --------- |  |
|                        | Alianza para el Progreso (APP) | 730          | 53.91        | –46.09       | 4         | +4        |  |
|                        | Somos Perú (SP)                | 624          | 46.09        | n/a          | 1         | +1        |  |
|                        |                                |              |              |              |           |           |  |
| Total                  | Total                          | 1,354        |              |              | 5         | ±0        |  |
|                        |                                |              |              |              |           |           |  |
| Votos válidos          | Votos válidos                  | 1,354        | 96.78        | +9.31        |           |           |  |
| Votos en blanco        | Votos en blanco                | 8            | 0.57         | –9.67        |           |           |  |
| Votos nulos            | Votos nulos                    | 37           | 2.64         | +0.35        |           |           |  |
| Votos emitidos         | Votos emitidos                 | 1,399        | 73.13        | +33.30       |           |           |  |
| Abstenciones           | Abstenciones                   | 514          | 26.87        | –33.30       |           |           |  |
| Votantes registrados   | Votantes registrados           | 1,913        |              |              |           |           |  |
|                        |                                |              |              |              |           |           |  |
| Fuente:                |                                |              |              |              |           |           |  |

#### Concejo Distrital de Chimbán
| Cargo                        | Autoridad electa | Partido político | Partido político         |
| ---------------------------- | ---------------- | ---------------- | ------------------------ |
| Alcalde Distrital de Chimbán |                  |                  | Alianza para el Progreso |
| Regidor Distrital de Chimbán |                  |                  | Alianza para el Progreso |
| Regidor Distrital de Chimbán |                  |                  | Alianza para el Progreso |
| Regidor Distrital de Chimbán |                  |                  | Alianza para el Progreso |
| Regidor Distrital de Chimbán |                  |                  | Alianza para el Progreso |
| Regidor Distrital de Chimbán |                  |                  | Somos Perú               |

### Distrito de Chinchihuasi

#### Resultado
| Partidos y coaliciones | Partidos y coaliciones          | Voto popular | Voto popular | Voto popular | Regidores | Regidores |  |
| Partidos y coaliciones | Partidos y coaliciones          | Votos        | %            | ±pp          | Total     | +/−       |  |
| ---------------------- | ------------------------------- | ------------ | ------------ | ------------ | --------- | --------- |  |
|                        | Somos Perú (SP)                 | 763          | 57.89        | n/a          | 4         | +4        |  |
|                        | Movimiento Regional AYNI (AYNI) | 555          | 42.11        | n/a          | 1         | +1        |  |
|                        |                                 |              |              |              |           |           |  |
| Total                  | Total                           | 1,318        |              |              | 5         | ±0        |  |
|                        |                                 |              |              |              |           |           |  |
| Votos válidos          | Votos válidos                   | 1,318        | 93.48        | +34.17       |           |           |  |
| Votos en blanco        | Votos en blanco                 | 15           | 1.06         | –28.65       |           |           |  |
| Votos nulos            | Votos nulos                     | 77           | 5.46         | –5.52        |           |           |  |
| Votos emitidos         | Votos emitidos                  | 1,410        | 68.55        | +29.93       |           |           |  |
| Abstenciones           | Abstenciones                    | 647          | 31.45        | –29.93       |           |           |  |
| Votantes registrados   | Votantes registrados            | 2,057        |              |              |           |           |  |
|                        |                                 |              |              |              |           |           |  |
| Fuente:                |                                 |              |              |              |           |           |  |

#### Concejo Distrital de Chinchihuasi
| Cargo                             | Autoridad electa | Partido político | Partido político         |
| --------------------------------- | ---------------- | ---------------- | ------------------------ |
| Alcalde Distrital de Chinchihuasi |                  |                  | Somos Perú               |
| Regidor Distrital de Chinchihuasi |                  |                  | Somos Perú               |
| Regidor Distrital de Chinchihuasi |                  |                  | Somos Perú               |
| Regidor Distrital de Chinchihuasi |                  |                  | Somos Perú               |
| Regidor Distrital de Chinchihuasi |                  |                  | Somos Perú               |
| Regidor Distrital de Chinchihuasi |                  |                  | Movimiento Regional AYNI |

### Distrito de Huamantanga

#### Resultado
| Partidos y coaliciones | Partidos y coaliciones                       | Voto popular | Voto popular | Voto popular | Regidores | Regidores |  |
| Partidos y coaliciones | Partidos y coaliciones                       | Votos        | %            | ±pp          | Total     | +/−       |  |
| ---------------------- | -------------------------------------------- | ------------ | ------------ | ------------ | --------- | --------- |  |
|                        | Patria Joven (PJ)                            | 316          | 50.32        | +50.32       | 4         | +4        |  |
|                        | Movimiento Regional Unidad Cívica Lima (UCL) | 312          | 49.68        | +49.68       | 1         | +1        |  |
|                        |                                              |              |              |              |           |           |  |
| Total                  | Total                                        | 628          |              |              | 5         | ±0        |  |
|                        |                                              |              |              |              |           |           |  |
| Votos válidos          | Votos válidos                                | 628          | 98.59        | +98.59       |           |           |  |
| Votos en blanco        | Votos en blanco                              | 0            | 0.00         | ±0.00        |           |           |  |
| Votos nulos            | Votos nulos                                  | 9            | 1.41         | –98.59       |           |           |  |
| Votos emitidos         | Votos emitidos                               | 637          | 81.04        | –18.96       |           |           |  |
| Abstenciones           | Abstenciones                                 | 149          | 18.96        | +18.96       |           |           |  |
| Votantes registrados   | Votantes registrados                         | 786          |              |              |           |           |  |
|                        |                                              |              |              |              |           |           |  |
| Fuente:                |                                              |              |              |              |           |           |  |

#### Concejo Distrital de Huamantanga
| Cargo                            | Autoridad electa | Partido político | Partido político                       |
| -------------------------------- | ---------------- | ---------------- | -------------------------------------- |
| Alcalde Distrital de Huamantanga |                  |                  | Patria Joven                           |
| Regidor Distrital de Huamantanga |                  |                  | Patria Joven                           |
| Regidor Distrital de Huamantanga |                  |                  | Patria Joven                           |
| Regidor Distrital de Huamantanga |                  |                  | Patria Joven                           |
| Regidor Distrital de Huamantanga |                  |                  | Patria Joven                           |
| Regidor Distrital de Huamantanga |                  |                  | Movimiento Regional Unidad Cívica Lima |

### Distrito de Lari

#### Resultado
| Partidos y coaliciones | Partidos y coaliciones            | Voto popular | Voto popular | Voto popular | Regidores | Regidores |  |
| Partidos y coaliciones | Partidos y coaliciones            | Votos        | %            | ±pp          | Total     | +/−       |  |
| ---------------------- | --------------------------------- | ------------ | ------------ | ------------ | --------- | --------- |  |
|                        | Arequipa Tradición y Futuro (ATF) |              |              | n/a          |           |           |  |
|                        | Alianza para el Progreso (APP)    |              |              | Nuevo        |           |           |  |
|                        | Fuerza Arequipeña (FA)            |              |              | n/a          |           |           |  |
|                        |                                   |              |              |              |           |           |  |
| Total                  | Total                             |              |              |              | 5         | ±0        |  |
|                        |                                   |              |              |              |           |           |  |
| Votos válidos          |                                   |              |              |              |           |           |  |
| Votos en blanco        |                                   |              |              |              |           |           |  |
| Votos nulos            |                                   |              |              |              |           |           |  |
| Votos emitidos         |                                   |              |              |              |           |           |  |
| Abstenciones           |                                   |              |              |              |           |           |  |
| Votantes registrados   | Votantes registrados              | 990          |              |              |           |           |  |
|                        |                                   |              |              |              |           |           |  |
| Fuente:                |                                   |              |              |              |           |           |  |

#### Concejo Distrital de Lari
| Cargo                     | Autoridad electa | Partido político | Partido político |
| ------------------------- | ---------------- | ---------------- | ---------------- |
| Alcalde Distrital de Lari |                  |                  |                  |
| Regidor Distrital de Lari |                  |                  |                  |
| Regidor Distrital de Lari |                  |                  |                  |
| Regidor Distrital de Lari |                  |                  |                  |
| Regidor Distrital de Lari |                  |                  |                  |
| Regidor Distrital de Lari |                  |                  |                  |

### Distrito de Manitea

#### Resultado
| Partidos y coaliciones | Partidos y coaliciones                     | Voto popular | Voto popular | Voto popular | Regidores | Regidores |  |
| Partidos y coaliciones | Partidos y coaliciones                     | Votos        | %            | ±pp          | Total     | +/−       |  |
| ---------------------- | ------------------------------------------ | ------------ | ------------ | ------------ | --------- | --------- |  |
|                        | Alianza para el Progreso (APP)             |              |              |              |           |           |  |
|                        | Juntos por el Perú (JP)                    |              |              |              |           |           |  |
|                        | Movimiento Regional Inka Pachakuteq (Inka) |              |              |              |           |           |  |
|                        | Somos Perú (SP)                            |              |              |              |           |           |  |
|                        |                                            |              |              |              |           |           |  |
| Total                  | Total                                      |              |              |              | 5         | ±0        |  |
|                        |                                            |              |              |              |           |           |  |
| Votos válidos          |                                            |              |              |              |           |           |  |
| Votos en blanco        |                                            |              |              |              |           |           |  |
| Votos nulos            |                                            |              |              |              |           |           |  |
| Votos emitidos         |                                            |              |              |              |           |           |  |
| Abstenciones           |                                            |              |              |              |           |           |  |
| Votantes registrados   | Votantes registrados                       | 1,936        |              |              |           |           |  |
|                        |                                            |              |              |              |           |           |  |
| Fuente:                |                                            |              |              |              |           |           |  |

#### Concejo Distrital de Manitea
| Cargo                        | Autoridad electa | Partido político | Partido político |
| ---------------------------- | ---------------- | ---------------- | ---------------- |
| Alcalde Distrital de Manitea |                  |                  |                  |
| Regidor Distrital de Manitea |                  |                  |                  |
| Regidor Distrital de Manitea |                  |                  |                  |
| Regidor Distrital de Manitea |                  |                  |                  |
| Regidor Distrital de Manitea |                  |                  |                  |
| Regidor Distrital de Manitea |                  |                  |                  |

### Distrito de Pion

#### Resultado
| Partidos y coaliciones | Partidos y coaliciones         | Voto popular | Voto popular | Voto popular | Regidores | Regidores |  |
| Partidos y coaliciones | Partidos y coaliciones         | Votos        | %            | ±pp          | Total     | +/−       |  |
| ---------------------- | ------------------------------ | ------------ | ------------ | ------------ | --------- | --------- |  |
|                        | Alianza para el Progreso (APP) | 20           | 100.00       | ±0.00        | 0         | n/a       |  |
|                        |                                |              |              |              |           |           |  |
| Total                  | Total                          | 20           |              |              | 5         | ±0        |  |
|                        |                                |              |              |              |           |           |  |
| Votos válidos          | Votos válidos                  | 20           | 60.61        | –29.39       |           |           |  |
| Votos en blanco        | Votos en blanco                | 3            | 9.09         | +2.60        |           |           |  |
| Votos nulos            | Votos nulos                    | 10           | 30.30        | +26.79       |           |           |  |
| Votos emitidos         | Votos emitidos                 | 33           | 2.81         | –42.11       |           |           |  |
| Abstenciones           | Abstenciones                   | 1,143        | 97.19        | +42.11       |           |           |  |
| Votantes registrados   | Votantes registrados           | 1,176        |              |              |           |           |  |
|                        |                                |              |              |              |           |           |  |
| Fuente:                |                                |              |              |              |           |           |  |

#### Concejo Distrital de Pion
| Cargo                     | Autoridad electa    | Partido político    | Partido político |
| ------------------------- | ------------------- | ------------------- | ---------------- |
| Alcalde Distrital de Pion | Elecciones anuladas | Elecciones anuladas |                  |
| Regidor Distrital de Pion | Elecciones anuladas | Elecciones anuladas |                  |
| Regidor Distrital de Pion | Elecciones anuladas | Elecciones anuladas |                  |
| Regidor Distrital de Pion | Elecciones anuladas | Elecciones anuladas |                  |
| Regidor Distrital de Pion | Elecciones anuladas | Elecciones anuladas |                  |
| Regidor Distrital de Pion | Elecciones anuladas | Elecciones anuladas |                  |

### Distrito de Recta

#### Resultado
| Partidos y coaliciones | Partidos y coaliciones               | Voto popular | Voto popular | Voto popular | Regidores | Regidores |  |
| Partidos y coaliciones | Partidos y coaliciones               | Votos        | %            | ±pp          | Total     | +/−       |  |
| ---------------------- | ------------------------------------ | ------------ | ------------ | ------------ | --------- | --------- |  |
|                        | Victoria Amazonense (VA)             | 127          | 52.05        | +52.05       | 4         | +4        |  |
|                        | Sentimiento Amazonense Regional (GH) | 117          | 47.95        | +47.95       | 1         | +1        |  |
|                        |                                      |              |              |              |           |           |  |
| Total                  | Total                                | 244          |              |              | 5         | ±0        |  |
|                        |                                      |              |              |              |           |           |  |
| Votos válidos          | Votos válidos                        | 244          | 95.31        | +95.31       |           |           |  |
| Votos en blanco        | Votos en blanco                      | 5            | 1.95         | +1.95        |           |           |  |
| Votos nulos            | Votos nulos                          | 7            | 2.73         | –97.27       |           |           |  |
| Votos emitidos         | Votos emitidos                       | 256          | 88.28        | –11.72       |           |           |  |
| Abstenciones           | Abstenciones                         | 34           | 11.72        | +11.72       |           |           |  |
| Votantes registrados   | Votantes registrados                 | 290          |              |              |           |           |  |
|                        |                                      |              |              |              |           |           |  |
| Fuente:                |                                      |              |              |              |           |           |  |

#### Concejo Distrital de Recta
| Cargo                      | Autoridad electa | Partido político | Partido político                |
| -------------------------- | ---------------- | ---------------- | ------------------------------- |
| Alcalde Distrital de Recta |                  |                  | Victoria Amazonense             |
| Regidor Distrital de Recta |                  |                  | Victoria Amazonense             |
| Regidor Distrital de Recta |                  |                  | Victoria Amazonense             |
| Regidor Distrital de Recta |                  |                  | Victoria Amazonense             |
| Regidor Distrital de Recta |                  |                  | Victoria Amazonense             |
| Regidor Distrital de Recta |                  |                  | Sentimiento Amazonense Regional |

### Distrito de Salcabamba

#### Resultado
| Partidos y coaliciones | Partidos y coaliciones          | Voto popular | Voto popular | Voto popular | Regidores | Regidores |  |
| Partidos y coaliciones | Partidos y coaliciones          | Votos        | %            | ±pp          | Total     | +/−       |  |
| ---------------------- | ------------------------------- | ------------ | ------------ | ------------ | --------- | --------- |  |
|                        | Somos Perú (SP)                 | 1,207        | 51.78        | +29.68       | 4         | +4        |  |
|                        | Movimiento Regional AYNI (AYNI) | 1,124        | 48.22        | +12.15       | 1         | +1        |  |
|                        |                                 |              |              |              |           |           |  |
| Total                  | Total                           | 2,331        |              |              | 5         | ±0        |  |
|                        |                                 |              |              |              |           |           |  |
| Votos válidos          | Votos válidos                   | 2,331        | 93.39        | +51.84       |           |           |  |
| Votos en blanco        | Votos en blanco                 | 37           | 1.48         | –1.36        |           |           |  |
| Votos nulos            | Votos nulos                     | 128          | 5.13         | –50.48       |           |           |  |
| Votos emitidos         | Votos emitidos                  | 2,496        | 66.42        | –21.89       |           |           |  |
| Abstenciones           | Abstenciones                    | 1,262        | 33.58        | +21.89       |           |           |  |
| Votantes registrados   | Votantes registrados            | 3,758        |              |              |           |           |  |
|                        |                                 |              |              |              |           |           |  |
| Fuente:                |                                 |              |              |              |           |           |  |

#### Concejo Distrital de Salcabamba
| Cargo                           | Autoridad electa | Partido político | Partido político         |
| ------------------------------- | ---------------- | ---------------- | ------------------------ |
| Alcalde Distrital de Salcabamba |                  |                  | Somos Perú               |
| Regidor Distrital de Salcabamba |                  |                  | Somos Perú               |
| Regidor Distrital de Salcabamba |                  |                  | Somos Perú               |
| Regidor Distrital de Salcabamba |                  |                  | Somos Perú               |
| Regidor Distrital de Salcabamba |                  |                  | Somos Perú               |
| Regidor Distrital de Salcabamba |                  |                  | Movimiento Regional AYNI |